# Gabriel Valverde
Juan Gabriel Valverde Ribera (Camiri, Santa Cruz; 24 de junio de 1990) es un futbolista boliviano. Juega como defensa y su equipo actual es Blooming de la Primera División de Bolivia.

## Selección nacional
Ha disputado un total de 17 partidos con la Selección boliviana.

## Clubes
| Club          | País    | Año               |
| ------------- | ------- | ----------------- |
| Bolívar       | Bolivia | 2008 - 2013       |
| Blooming      | Bolivia | 2014              |
| San José      | Bolivia | 2014 - 2015       |
| Bolívar       | Bolivia | 2015 - 2016       |
| The Strongest | Bolivia | 2016 - 2021       |
| Royal Pari    | Bolivia | 2021 - 2022       |
| The Strongest | Bolivia | 2022              |
| Blooming      | Bolivia | 2023 - Actualidad |

## Palmarés

### Títulos nacionales
| Título           | Club          | Año             |
| ---------------- | ------------- | --------------- |
| Primera División | Bolívar       | Apertura 2009   |
| Primera División | Bolívar       | Adecuación 2011 |
| Primera División | Bolívar       | Clausura 2013   |
| Primera División | The Strongest | Apertura 2016   |